# Sören Kaufmann
Sören Kaufmann (geboren 8. Mai 1971 in Gießen) ist ein deutscher Slalomkanute, der von den späten 1980er Jahren bis Mitte der 2000er Jahre aktiv war.

## Erfolge
Kaufmann gewann vier Medaillen bei den ICF-Kanuslalom-Weltmeisterschaften: Eine Goldmedaille (C-1 Team: 1995), zwei Silbermedaillen (C-1: 1995, C-1 Team: 2002) und eine Bronzemedaille (C-1: 1993).
Er gewann drei Medaillen bei den Kanuslalom-Europameisterschaften (1 Gold und 2 Silber).
Darüber hinaus konkurrierte er bei drei Olympischen Sommerspielen und wurde 1992 und 1996 im Slalom des Einer-Kajaks jeweils 17. sowie Sechster im Finale des C-1-Slaloms bei den Spielen in Sydney.